# Speleobiologija
Speleobiologija je relativno mlada biološka disciplina, ki proučuje organizme, živeče v podzemeljskih okoljih, jamah, vodah, ... Ponekod ji pravijo tudi biospeologija.
Ta veja biološke znanosti se je pričela v Postojnski jami, ko je leta 1831 jamski vodnik Luka Čeč v njej našel jamskega hrošča drobnovratnika (Leptodirus hochenwartii). Šele po odkritju te živali so naravoslovci sprejeli mnenje, da je življenje v jamah možno. Človeška ribica je bila znana že prej (bežno jo omenja že Valvasor v svoji Slavi Vojvodine Kranjske leta 1689), vendar je sprva niso obravnavali kot jamsko žival. Ferdinand Jožef Schmidt, ki je primerek drobnovratnika opisal, je pričel sistematično iskati nove primerke v jami, pri čemer je odkril več do tedaj neznanih jamskih nevretenčarjev. Ker je bil strokovnjak za žuželke, je nežuželčje najdbe poslal kolegom in kmalu so pritegnile pozornost več uglednih prirodoslovcev, ki so prišli raziskovat Postojnsko jamo. Schmidt tako velja za pionirja te panoge biologije, Postojnska jama pa za njen rojstni kraj.